# رود کومیشنا
رود کومیشنا (انگلیسی: Komyshna) یک رودخانه در استان روستوف کشور روسیه است.